# Dellwood (Missouri)
Dellwood és una població dels Estats Units a l'estat de Missouri. Segons el cens del 2000 tenia 5.255 habitants.

## Demografia
Segons el cens del 2000, Dellwood tenia 5.255 habitants, 1.906 habitatges, i 1.408 famílies. La densitat de població era de 1.969,9 habitants per km².
Dels 1.906 habitatges en un 40,3% hi vivien nens de menys de 18 anys, en un 44% hi vivien parelles casades, en un 24,4% dones solteres, i en un 26,1% no eren unitats familiars. En el 23,4% dels habitatges hi vivien persones soles el 10,9% de les quals corresponia a persones de 65 anys o més que vivien soles. El nombre mitjà de persones vivint en cada habitatge era de 2,76 i el nombre mitjà de persones que vivien en cada família era de 3,24.
Per edats la població es repartia de la següent manera: un 31,6% tenia menys de 18 anys, un 7,4% entre 18 i 24, un 31,6% entre 25 i 44, un 17,4% de 45 a 60 i un 12% 65 anys o més.
L'edat mediana era de 34 anys. Per cada 100 dones de 18 o més anys hi havia 80,7 homes.
La renda mediana per habitatge era de 43.210 $ i la renda mediana per família de 43.887 $. Els homes tenien una renda mediana de 33.581 $ mentre que les dones 24.836 $. La renda per capita de la població era de 16.856 $. Entorn del 2,3% de les famílies i el 3% de la població estaven per davall del llindar de pobresa.

## Poblacions més properes
El següent diagrama mostra les poblacions més properes.